# شوتا كيمورا
شوتا كيمورا (باليابانية: 木村 勝太) (مواليد 17 أكتوبر 1988)، هو لاعب كرة قدم ياباني سابق كان يلعب كمدافع.

## وصلات خارجية
- شوتا كيمورا على موقع رابطة كرة القدم اليابانية للمحترفين (اليابانية)
- شوتا كيمورا على موقع قاعدة بيانات كرة القدم.إي يو (الإنجليزية)
- شوتا كيمورا على موقع Soccerway.com (الإنجليزية)
- شوتا كيمورا على موقع عالم كرة القدم.نت (الإنجليزية)